# Melanis electron
Melanis electron es una especie de mariposa, de la familia de los riodínidos, que fue descrita originalmente con el nombre de Hesperia electron, por Fabricius, en 1793, a partir de ejemplares procedentes de Guyana Francesa.

## Distribución
Melanis electron está distribuida en la región Neotropical y ha sido reportada en al menos 16 países o regiones diferentes.

## Plantas hospederas
Las larvas de M. electron se alimentan de plantas de las familias Asteraceae, Malvaceae, Melastomataceae y Fabaceae. Se ha reportado en Albizia saman y especies no identificadas del género Eupatorium, Gossypium y Melastoma.